# آدم‌خوار (فیلم ۲۰۱۳)
آدم‌خوار (اسپانیایی: Caníbal‎) یک فیلم دلهره‌آور به کارگردانی مانوئل مارتین کوئنکا است که در سال ۲۰۱۳ منتشر شد.